# Zəngilan
Zəngilan (orm. Կովսական, Kowsakan) – stolica rejonu Zəngilan w Azerbejdżanie.
Miasto położone jest na prawym brzegu rzeki Wochczi (Oxçuçay), wzdłuż której poprowadzona jest droga z miasta Micznawan do miasta Kapan w prowincji Sjunik w Armenii.
Miejscowość została zdobyta przez wojska azerskie w październiku 2020 w wyniku konfliktu w Górskim Karabachu.